# Rock Around the Clock
«Rock Around the Clock», також «(We’re Gonna) Rock Around the Clock» (переклад: «Рок цілодобово») — пісня, написана в 1952 році американськими музикантами Максом Фрідманом і Джеймсом Майерсом. Пісня набула масового успіх в 1955 році в записі Білла Хейлі і його гурту The Comets. Незважаючи на те, що «Rock Around the Clock» не вважається абсолютно однозначно першим записом рок-н-ролу, саме вона зіграла вирішальну роль в популяризації даного жанру. Крім того, сингл з піснею став одним з найбільш продаваних в історії музики.

## Огляд
«Rock Around the Clock» була написана Фрідманом і Майерсом в кінці 1952 року. Саме Майерс запропонував записати її Біллу Хейлі і його колективу The Comets після успіху їх пісні «Crazy Man, Crazy» в 1953 році, проте продюсер Хейлі перешкодив цьому. Тоді Майерс віддав пісню Сонні Дею і його групі The Knights, в записі яких вона і вийшла вперше, користуючись успіхом у деяких регіонах США (ця версія мало була схожа на майбутній сингл Хейлі).
Коли Білл Хейлі перейшов весною 1954 року на Decca Records, він вирішив записати «Rock Around the Clock» на першій же сесії для нового лейблу. Запис проходив в нью-йоркській студії «Pythian Temple» за участю сесійних музикантів (барабанщик і гітарист, які взяли участь у записі, не були членами The Comets). Було записано два дубля, з яких була змонтована одна версія. Хоча продюсер запису Гейблер, був більш зацікавлений в пісні «Thirteen Women (And Only One Man In Town)», записаної тоді ж: в результаті вона вийшла на головній стороні синглу, в той час як «Rock Around the Clock» була поміщена на сторону «Б». Сингл вийшов на Decca Records 20 травня 1954 року. Так як терміну рок-н-рол в сучасному його значенні ще не існувало, «Rock Around the Clock» була позначена на платівці як фокстрот.
Незважаючи на те, що пісню стали грати на радіостанціях і вона навіть увійшла в американський хіт-парад, справжнього успіху у «Rock Around the Clock» не було довгий час. Лише з виходом навесні 1955 року фільму «Шкільні джунглі», в якому пісня була використана в якості музичної заставки, до «Rock Around the Clock» прийшла справжня популярність. На той час пісня була перевидана на синглі на стороні «А» і 9 липня 1955 стала першим рок-н-ролом, який зайняв 1-е місце в хіт-параді категорії «поп-музика» журналу «Білборд», на якому протрималася 8 тижнів . Згідно «Книги рекордів Гіннеса», «Rock Around the Clock» є найбільш продаваним синглом в історії поп-музики після «White Christmas» Бінга Кросбі.
Згодом Хейлі не раз перезаписував «Rock Around the Clock».

## Список композицій синглу (Decca 9-29124)
1. (A) «Thirteen Women (And Only One Man In Town)» — 2:52
2. (Б) «(We’re Gonna) Rock Around the Clock» — 2:08

## В кінематографі
- 1955 — Шкільні джунглі
- 1956 — Рок без упину
- 1961 —  Абсолютно серйозно
- 1973 — Американські графіті
- 1974 — Щасливі дні[en]
- 1978 — Супермен
- 1984 — Блондинка за рогом
- 1989 — Місто Зеро
- 1991 — Нічні забави
- 2009 — Стати Джоном Ленноном
- 2016 — Легенди завтрашнього дня

## В відеоіграх
- Mafia II